# Phalloceros elachistos
Espèce
Synonymes
- Phalloceros elachistos Lucinda, 2008[1]

Phalloceros elachistos est une espèce de poisson du genre Phalloceros et de la famille des Poeciliidae.

## Étymologie
Phalloceros : du grec phallos = pénis et du grec keras = corne ; elachistos : nom spécifique des elachis grecs, petites, courtes, plus le superlatifs istos. Elachistos signifie le moins, qui fait allusion à la petite taille des échantillons. Un adjectif masculin.

## Répartition géographique
Cette espèce est endémique d'Amérique du Sud: au Brésil dans les drainages des "rio Doce", "Santa Maria da Vitória", "Jucu" et "Timbuí", ainsi que les bassins côtiers de l'État de "Espírito Santo" au Brésil.